# Stephan Reinhardt (Literaturkritiker)
Stephan Reinhardt (* 1940 in Meißen) ist deutscher Literaturkritiker, Essayist und Buchautor.

## Leben
1940 wurde Stephan Reinhardt in Meißen geboren. Er studierte an der Freien Universität in Berlin Germanistik, Philosophie und Geschichte. Seine Dissertation (Dr. phil.) schrieb er von 1965 bis 1967 über Robert Musils Werk Mann ohne Eigenschaften. Für die Frankfurter Rundschau und die Süddeutsche Zeitung schrieb Reinhardt Literaturkritiken. Von 1975 bis 2007 war er Jury-Mitglied der SWR-Bestenliste. Reinhardt verfasste auch etliche Essays, zum Beispiel Alfred Andersch. Eine Biographie. Der Essay erschien im Diogenes Verlag. Auch viele Rundfunkfeatures zu Literatur und Politik stammen von Stephan Reinhardt. Zudem war er der Herausgeber der ersten text + kritik-Hefte über Wolfgang Koeppen und Elias Canetti.

## Veröffentlichungen (Auswahl)
- Alfred Andersch. Eine Biographie. Diogenes, Zürich 1990, ISBN 3-257-01823-1.
- als Herausgeber: Lesebuch Weimarer Republik. Deutsche Schriftsteller und ihr Staat von 1918 bis 1933.  Wagenbach, Berlin 1982, ISBN 3-8031-3010-7 (Später als: Die Schriftsteller und die Weimarer Republik. Ein Lesebuch (= Wagenbachs Taschenbücherei. Bd. 208). ebenda 1992, ISBN 3-8031-2208-2).
- Verrat der Intellektuellen. Schleifspuren durch die Republik (= Essay. Bd. 13). Mit einem Nachwort von Hermann Peter Piwitt. Oktober-Verlag, Münster 2008, ISBN 978-3-938568-64-4.
- Georg Herwegh. Eine Biographie. Seine Zeit – unsere Geschichte, Wallstein Verlag, Götting 2020, ISBN 978-3-8353-3807-4.